# الدين في المملكة المتحدة
الدين في المملكة المتحدة (2011)

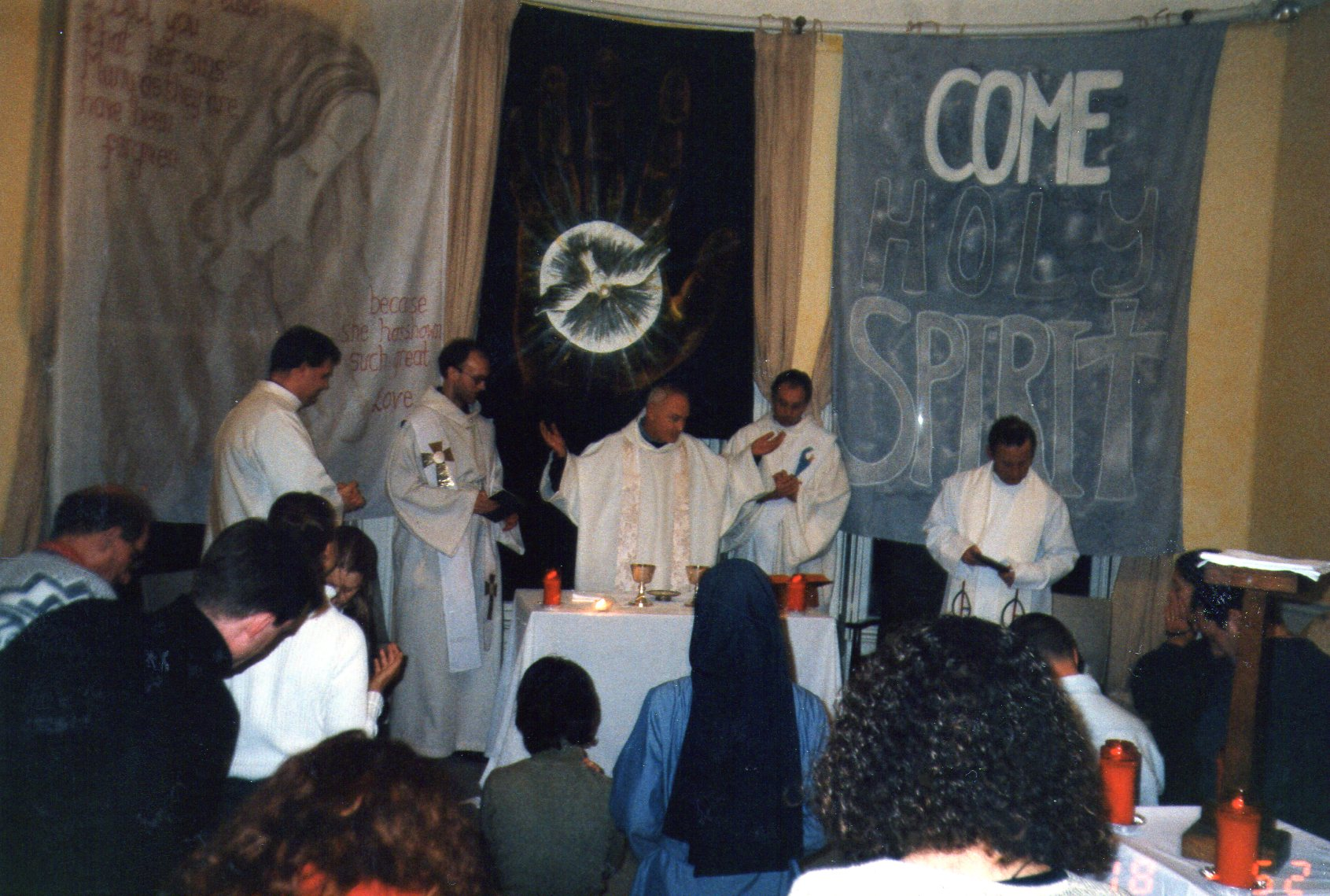
حدث نصرانيّ-مسيحيّ حدث عام 2000 في احد الكنائس في المملكة المتحدة لاعادة السيطرة عليها ونشر الديانة.

تسود أشكال متنوعة من المسيحية على الدين في المملكة المتحدة والدول التي سبقتها منذ أكثر من ألف عام إلى اليوم. تسجَّل الانتماءات الدينية لمواطني المملكة المتحدة في استطلاعات دورية، أكبرها الإحصاء الوطني العَشْري، واستطلاع القوة العاملة، واستطلاع المواقف الاجتماعية البريطانية، والاستطلاع الأوروبي الاجتماعي.
حسب إحصاء عام 2011، كانت المسيحية دين الأغلبية، وتلاها الإسلام ثم الهندوسية ثم السيخية ثم اليهودية والبوذية من حيث عدد المعتنقين. وكانت أشيَع طوائف المسيحيين فيها الأنغليكانية، وتلتها الكاثوليكية ثم المشيخية ثم الميثودية ثم المعمدانية. وإلى جانب هؤلاء عدد كبير له انتماء ديني اسمي أو ليس له انتماء أصلًا، وهو ما أدى إلى اختلاف وصف المملكة المتحدة، فتوصَف مرة بأنها تجاوزت المسيحية، ومرة بأنها متعددة الأديان، ومرة بأنها مجتمع علماني.
تأسست المملكة المتحدة باتحاد دول مستقلة سابقة عام 1707، لذا كانت معظم المجموعات الدينية الكبيرة ليس لها بنى مؤسساتية في أرجاء البلد كله. تخصّ بعض المجموعات كل دولة في المملكة المتحدة بمؤسسة، وبعضها عنده مؤسسة واحدة تشمل إنكلترا وويلز أو بريطانية العظمى. كذلك بسبب نشوء دولة شمال أيرلندا الحديث عام 1921، أصبح معظم المجموعات الدينية الكبرى منظمة على أساس يشمل كل أيرلندا.
ومع أن الدين الرسمي في المملكة المتحدة هو المسيحية البروتستانتية، فإن كنيسة إنكلترا تبقى كنيسة الدولة في أكبر جزء من المملكة، وهو إنكلترا. ملك المملكة المتحدة هو الحاكم الأعلى للكنيسة. يعتقد بعض البريطانيين من الأفراد والمنظمات أن المملكة المتحدة يجب أن تصبح دولة علمانية لا دين رسميًّا أو مؤسسا لها، ومن هؤلاء الجمعية الإنسانية البريطانية.

## التاريخ
كان في دين البريطانيين قبل الحكم الروماني أشكال متعددة من عبادة الأسلاف والوثنية. لا يعرف عن تفاصيل هذه الأديان إلا القليل. أثرت أنواع من المسيحية في الحياة الدينية لأراضي المملكة المتحدة على مدى أكثر من 1,400 عام. وقد أدخلها الرومان إلى أراضي إنكلترا وويلز وجنوب أسكتلندا. ترجع العقيدة البيلاجية التي نسبها مجمع كارثاج (418) إلى الهرطقة، إلى زاهد مولود في بريطانيا، هو بيلاجيوس.
أعادت الغزوات الأنغلوسكسونية الوثنية فترة قليلة في القرنين الخامس والسادس، ثم عادت المسيحية إلى بريطانيا العظمى على يد الكنيسة الكاثوليكية والمبشرين الأيرلنديين الأسكتلنديين في القرن السابع. حافظت المسيحية الجزرية (الكلتية) التي كانت بين القرنين السادس والثامن على بعض الخصوصيات في القداسات والتقويم، ولكنها توحدت اسميًّا مع المسيحية الرومانية منذ مجمع ويتبي عام 664 على الأقل. وفي الفترة الأنغلوسكسونية نفسها، أسس أساقفة كانتربري تقليدًا يقضي بأن يتسلّموا بليومهم (وهو رداء طويل) من روما، رمزًا لسلطة البابا.
استمرت سيادة الكنيسة الرومانية الكاثوليكية على بقية أنواع المسيحية الغربية في بريطانيا في القرون الوسطى، ولكن الكنيسة الأنغليكانية في إنكلترا أصبحت الكنيسة المؤسَّسة في إنكلترا وويلز عام 1534 نتيجة للإصلاح الإنكليزي. وللكنيسة الأنغليكانية هذه تمثيل في برلمان المملكة المتحدة، وحاكمها الأعلى هو ملك بريطانيا.
في أسكتلندا، أُقِرَّ يالكنيسة الأسكتلندية المشيخية التي تأسست في إصلاح أسكتلندي مستقل في القرن السادس عشر، كنيسةً وطنية. وهي غير خاضعة لحكم الدولة وملك بريطانيا عضو عادي فيها، لكن يجب عليه أن يقسم «بحفظ الدين البروتستانتي وحكومة الكنيسة المشيخية» عند تتويجه على العرش.
استمر الانتماء إلى الكنيسة الكاثوليكية على مستويات مختلفة في أجزاء مختلفة من بريطانيا، لا سيما بين المرتدين وفي شمال إنكلترا، ولكن أكثرهم في أيرلندا. توسع هذا في بريطانيا العظمى، بسبب الهجرة الأيرلندية في القرن القرن التاسع عشر، والتحرير الكاثوليكي واستعادة الهرمية الإنكليزية.
نشأت منذ أواسط القرن السابع عشر أشكال من الانفصالية البروتستانتية خارج الكنيسة المؤسسة، منها الأبرشانيون والمعمدانيون وجمعية الأصدقاء الدينية ثم الميثوديون. عُزلت الكنيسة الأنغليكانية في ويلز عام 1920، وعُزلت الكنيسة الأنغليكانية في أيرلندا عام 1870 قبل انقسام أيرلندا، فليس في أيرلندا الشمالية الآن أي كنيسة حكومية.
نُفي اليهود من إنكلترا عام 1290 ولم يسمح لهم بالعودة إلا في القرن التاسع عشر. كان عدد اليهود البريطانيين في عام 1800 أقل من 10,000 نسمة، ولكن في عام 1881 أصبحوا 120,000 عندما استقر اليهود الروس استقرارًا دائمًا في بريطانيا.
أسهمت الهجرة الكبيرة إلى المملكة المتحدة منذ عشرينيات القرن العشرين في نمو الأديان الأجنبية من دول الخارج، لا سيما الإسلام والهندوسية والسيخية والبوذية، إذ شهدت البوذية نموا في المملكة المتحدة بسبب الهجرة والتحول إليها (لا سيما إذا شملنا البوذية العلمانية).

كما في أماكن أخرى من العالم الغربي، أصبخت التركيبة السكانية الدينية جزءًا من خطاب التعددية الثقافية، وتوصف بريطانية بأنها دولة بعد المسيحية أو متعددة الأديان أو معلمَنة. اقترح الباحثون أسبابًا كثيرة لانحسار الدين، ولكنهم لم يتفقوا على أهميتها النسبية. وضع مارتن ولنغز «النموذج الكلاسيكي» للعلمنة، ولكن تحدى هذا النموذجَ بعض العلماء الآخرين.
حسب النموذج الكلاسيكي للعلمنة، فإن نقطة البداية المألوفة هي أن المعتقدات الدينية تصبح أقل معقولية والالتزام الديني يصبح أصعب في المجتمعات الصناعية والمدنية المتقدمة. عناصر العلمنة: تعطل المجتمعات التقليدية وأنماط السلوك التقليدية واضطرابها، وانتشار النظرة الكونية العلمية وتقليل مجال الخارق للطبيعة ودور الله، وزيادة الغنى المادي ونشر الاعتماد على الذات والتفاؤل بهذا العالم، والوعي الأكبر والتسامح مع اختلاف العقائد والأفكار، وتشجيع تعدد الأديان وتعطيل الانتماء إلى دين معين. طبق هذا النموذج ستيف بروس على الكنائس البريطانية وروبرت كوري على الميثودية، وترجع العلمنة حسب هذا النموذج إلى العصر الفيكتوري ويرسم في القرن العشرين حسرًا قويًّا لبحر الإيمان.

## الإحصائيات

### الانتساب الديني
في إحصاء عام 2011، كانت المسيحية أكبر دين، وانتسب إليها 70% من مجموع السكان.
ومع عدم وجود بيانات تشمل كل المملكة المتحدة في إحصاء 2001 أو إحصاء 2011 في شأن الانتساب إلى الطوائف المسيحية، لأن هذه الأسئلة لم تسأَل إلا في الإحصاء الأسكتلندي والأيرلندي الشمالي، فإن استطلاعًا جرى على نفس المبدأ المطبق في إحصاء عام 2001 في نهاية 2008 إذ أجرته إبسوس موري بناءً على عينة صلبة علمية، وكانت نتيجته أن 47% من سكان إنكلترا وويلز أنغليكانيون، و9.6% كاثوليكيون و 8.7% مسيحيون على مذهب آخر، و4.8% مسلمون، و3.4% ينتمون إلى أديان أخرى. 5.3% لاأدريون، و6.8% ملحدون، و15% غير متيقنين في انتسابهم الديني أو رافضون للإجابة عن السؤال.
أظهر استطلاع المواقف الاجتماعية البريطاني عام 2009، وهو استطلاع يشمل بريطانيا العظمى ولكن لا يشمل أيرلندا الشمالية، أن 50% من السكان يصنفون أنفسهم على أنهم غير متدينين أصلًا، و19.9% ينتسبون إلى كنيسة إنكلترا، و9.3% مسيحيون لا ينتسبون إلى أي فرقة من فرق المسيحية، و8.6% كاثوليكيون و2.2% مشيخيون أو يتبعون كنيسة أسكتلندا، و1.3% ميثوديون و0.53% معمدانيون و1.17% من طوائف بروتستانتية أخرى، و0.23% يتبعون الكنيسة المصلَحة المتحدة أو أبرشانيون و0.06% مشيخيون أحرار و0.03% من كنيسة الإخوة المرحبين و0.41% مسيحيون آخرون.
في استطلاع أجرته منظمة المواقف الاجتماعي البريطانية عام 2016 على الانتساب الديني، ظهر أن 53% من المستجيبين قالوا إنهم لا دين لهم، و41% قالوا إنهم مسيحيون، و6% انتسبوا إلى أديان غير المسيحية.
أما استطلاع يوروستات يوروبامتر الذي جرى في ديسمبر 2018 فوجد أن 53.6% من سكان بريطانيا مسيحيون، و6.2% ينتمون إلى أديان أخرى، و40.2% لادينيون (منهم 30.3% لاأدريون و9.9% ملحدون). وجد استطلاع يوروبا متر الخاص الذي جرى في مايو 2019 أن 50% مسيحيون (منهم 14% بروتستانت و13% كاثوليك و7% أرثوذكس و16% مسيحيون آخرون)، و37% غير متدينين (منهم 9% ملحدون و28% غير مؤمنين ولاأدريون)، و5% مسلمون (منهم 3% من السنة و1% من الشيعة و1% مسلمون آخرون)، و1% من السيخ و1% من الهندوس وأقل من 1% من اليهود وأقل من 1% من البوذيين و4% من أديان أخرى أخرى و1% لا يعرفون و1% يرفضون الإجابة.